# Isidro Velázquez, la leyenda del último sapucay
 Isidro Velázquez, la leyenda del último sapucay  es una película documental de Argentina filmada en colores dirigida por Camilo José Gómez sobre su propio guion que se estrenó el 2 de diciembre de 2010 en Resistencia. Colaboraron en la investigación Jorge Emilio Patiño y José Arnaldo Gómez. El tema El último zapucay pertenece a Oscar Valles y es cantado por Yamila Cafrune.

## El personaje
Isidro Velázquez ( Mburucuyá, Argentina, 15 de mayo de 1928 – Pampa Bandera, ídem, 1 de diciembre de 1967, fue un asaltante y secuestrador. Durante 6 años en la década de 1960 cometió una serie de delitos junto con su hermano Claudio hasta ser abatido por la policía y se convirtió en un mito que perdura hasta la actualidad.
Algunos intelectuales populistas y de izquierda divulgaron y otorgaron entidad mítica a Isidro Velázquez, incorporando a menudo una porción de fantasías y distorsiones, y sacrificaron aspectos importantes de la verdad histórica en pro de su propósito ideológico. Sin duda que Velázquez no fue un delincuente del montón, porque ellos no suelen despertar este tipo de veneraciones, pero el historiador no debe dar por ciertos los aspectos más dudosos de la leyenda ni a utilizar una investigación histórica como vehículo de difusión ideológica. Así, por ejemplo, no hay prueba de que haya repartido dinero entre los pobres, más allá de los lógicos pagos por la protección que le brindaban prestaban, voluntariamente o porque no tenían otra alternativa. 
Si bien sus panegiristas afirman que las cinco muertes que le reconocen fueron en defensa propia o en enfrentamientos leales con la policía, cabe preguntarse si las ocurridas en el tiroteo en el que también murió su hermano Claudio, fue un acto de justicia o una balacera entre pendencieros alcoholizados o interrogarse acerca de qué justificación pueden encontrar al asesinato de un intendente y un propietario rural secuestrado. Posiblemente el punto más alto de la manipulación ideológica, lo alcancen aquellos intelectuales que intentaron presentar a Isidro Velázquez y Vicente Gauna como bandoleros que estuvieron a punto de integrarse a las Fuerzas Armadas Peronistas (FAP) gracias a sus presuntos contactos con Carlos Caride.
Seguramente, por la misma época hubo otros de trayectoria similar a la de Velázquez que no llegaron a crear una leyenda, por lo cual sería interesante estudiar por qué a su alrededor nació este mito y qué necesidades ocultas o manifiestas estuvieron presentes en las clases populares para mantener hacia este hombre una empecinada lealtad.

## Sinopsis y producción
El director, un cineasta correntino que reside en la ciudad de La Plata realizó una investigación de ocho años y comenzó a filmar la película en los lugares donde había vivido Isidro Velázquez.
La financiación del filme fue realizada con fondos públicos.

## Reparto
- Chino Gómez
- Javier Isidro Aguirre como Isidro Velázquez.
- Milagros Ferreir como Leonor Marianovich.
- Nelson Fernánde como Claudio Velázquez.
- Rubén Barboza como Ruperto Aguilar.
- Walter Moreno como Comisario Cabrera.

## Otras versiones
Entre 1970 y 1972 Pablo Szir dirigió el docudrama Los Velázquez sobre su propio guion escrito en colaboración con Lita Stantic y Guillermo Shetzke según el ensayo Isidro Velázquez: formas prerrevolucionarias de la violencia (1968), del sociólogo Roberto Carri  pero nunca fue estrenada comercialmente y a partir de la desaparición forzada del director en 1976 no se conocen copias del filme, que en ese momento estaba prácticamente terminado.
En 1987 Quiko García comenzó a filmar Los Velázquez, crónica de dos bravos famosos, cómo pelearon, cómo murieron y cómo siguen vivos en la memoria del pueblo pero la película no se terminó.